# Psammit
Psammit (tiếng Hy Lạp cổ psammos, nghĩa là cát) là thuật ngữ chung để chỉ sa thạch, chủ yếu được dùng để chỉ các đơn vị đá biến chất với đá nguyên thủy (protolith) chủ yếu là sa thạch. Thuật ngữ thay thế, sử dụng nhiều hơn để chỉ các trầm tích chưa biến chất, là arenit.
Pettijohn  đưa ra các thuật ngữ miêu tả như dưới đây, dựa trên kích thước hạt, để tránh sử dụng các thuật ngữ như "sét" hay "sét kết" mà trong đó ẩn chứa thành phần hóa học:
| Kết cấu    | Phổ thông | Hy Lạp  | Latinh |
| ---------- | --------- | ------- | ------ |
| Thô        | Sỏi       | Psephit | Rudit  |
| Trung bình | Cát       | Psammit | Arenit |
| Mịn        | Sét       | Pelit   | Lutit  |